# برايان بوثويل
برايان بوثويل (بالإنجليزية: Brian Bothwell)‏ هو لاعب كرة قدم بريطاني، ولد في 24 نوفمبر 1970 في غلاسكو في المملكة المتحدة. لعب مع نادي غيلانغ إنترناشونال.